# Daniel Pavlović
Daniel Pavlović (* 22. April 1988 in Rorschach, Schweiz) ist ein bosnischer Fußballspieler, der auch einen Schweizer Pass besitzt.

## Vereinskarriere
Pavlović spielte in den Jugendabteilungen des FC Rorschach und des FC St. Gallen, ehe er 2004 zur A-Jugend des SC Freiburg wechselte, mit der er 2006 den DFB-Junioren-Vereinspokal gewann. Anschließend spielte er für die zweite Mannschaft der Freiburger in der Oberliga Baden-Württemberg. 2007 kehrte der Linksfuß, der in der Abwehr und im Mittelfeld eingesetzt werden kann, in die Schweiz zurück. Beim FC Schaffhausen kam er in der Challenge League bis 2009 auf 44 Einsätze (6 Tore).
Im Juli 2009 unterzeichnete Pavlović direkt im Anschluss an ein Testspiel zwischen Schaffhausen und dem deutschen Zweitligisten 1. FC Kaiserslautern einen Vertrag bei den Pfälzern. Die beiden Klubs verständigten sich auf ein Leihgeschäft, das dem FCK die Möglichkeit einräumte, Pavlović 2010 zu verpflichten. Dieses lehnte der 1. FC Kaiserslautern nach dem Aufstieg jedoch ab, mit der Begründung, dass die 1. Bundesliga noch zu hoch für ihn sei.
Im Juni 2010 folgte eine auf ein Jahr befristete Ausleihe des Abwehrspielers zum Grasshopper Club Zürich.
Im Juni 2012 übernahm der Grasshopper Club Zürich Daniel Pavlović definitiv und gab ihm einen 2-Jahres-Vertrag. 2013 feierte er mit dem Cupsieg gegen den FC Basel seinen bisher grössten Erfolg. 2013 verlängerte der Grasshopper Club Zürich den Vertrag mit dem Verteidiger bis zum 30. Juni 2018.
Nach einer Leihstation bei Frosinone Calcio folgte 2016 der Wechsel zu Sampdoria Genua. Nach zehn Partien für die Blucerchiati wechselte Pavlović am 31. August 2017 zum FC Crotone.

## Nationalmannschaft
Pavlović ist langjähriger Junioren-Nationalspieler des SFV. Er nahm an der U-17-Fußball-Europameisterschaft 2005 in Italien und an der U21-Europameisterschaft 2011 in Dänemark teil. Für die Schweizer U-21 absolvierte er sechzehn Partien. Später entschied sich Pavlovic, den Verband zu wechseln und für Bosnien-Herzegowina aufzulaufen. Am 25. März 2017 debütierte Pavlović für die bosnische Fußballnationalmannschaft gegen Gibraltar, wo er gleich einen Assist zum Heimsieg beisteuerte
.

## Titel und Erfolge
SC Freiburg U-19
- DFB-Junioren-Vereinspokal 2005/06

Grasshopper Club Zürich
- Schweizer Cupsieger: 2013

Nationalmannschaft
- Vize-Europameister U-21: 2011